# 斑尾拟鲈
斑尾拟鲈（学名：Parapercis hexophthalma）为拟鲈科拟鲈属的鱼类，俗名斑尾鲈形滕。分布于红海、印度洋、太平洋以及西沙群岛等，主要生活于热带珊瑚礁及珊瑚沙滩区域的热带浅海内。